# Songs About My Cats
Songs About My Cats è un album in studio del musicista breakcore canadese Venetian Snares, pubblicato nel 2001. 

## Tracce
1. Chinaski – 4:21
2. Katzesorge Part 1 – 0:51
3. Nepetalactone – 4:27
4. Poor Kakarookee – 6:04
5. For Bertha Rand – 2:08
6. Breakfast Time for Baboons – 3:24
7. Fluff Master – 6:12
8. Bobo – 3:56
9. Katzesorge Part 2 – 0:51
10. Pouncelciot – 3:10
11. Kakenrooken Stivlobits – 4:43
12. Lioness – 2:04
13. Cleaning Each Other – 3:51
14. Look – 0:31